# الویس (بالگرد)
الویس (بالگرد) (به انگلیسی: Elvis (helicopter)) یک هواگرد ساختِ کارخانهٔ سیکورسکی در کشور ایالات متحده آمریکا است.